# La globalizzazione e i suoi oppositori
La globalizzazione e i suoi oppositori (Globalization and Its Discontents) è un saggio del Premio Nobel per l'economia (2001) Joseph E. Stiglitz, pubblicato in originale nel 2002 e in Italia nello stesso anno da Einaudi. L'argomento trattato è l'azione delle istituzioni economiche sovranazionali, in particolare il Fondo Monetario Internazionale, nella promozione del processo di abbattimento delle barriere economiche, normative, informative e spesso anche fisiche denominato globalizzazione.

## Contenuto
In questo libro l'autore si avvale della sua esperienza come consulente economico del governo statunitense durante l'amministrazione Clinton e di vicedirettore della Banca Mondiale nel periodo 1997-2000 per presentare una serie di analisi critiche sul sistema di gestione dell'economia mondiale da parte degli organismi sovranazionali come la stessa Banca Mondiale ed il Fondo monetario internazionale, in particolare riguardo al recente processo di globalizzazione, ed alle sue conseguenze su alcune nazioni in cui sono emerse particolari criticità.
Dopo aver introdotto dal punto di vista storico le basi dell'assetto attuale delle istituzioni economiche internazionali, l'autore ne evidenzia i punti deboli e le derive che ne hanno portato a tradire in buon parte il mandato originario, diventando centri di diffusione ed applicazione dell'ideologia neoliberista, incarnata dal "Washington Consensus". In particolare viene messo in luce come l'FMI si sia particolarmente distinto come protagonista in quest'opera di divulgazione (ed in molti casi imposizione) di ricette economiche rivelatesi spesso controproducenti, quando non devastanti, nell'ambito di quel processo inarrestabile di caduta delle barriere fisiche e commerciali tra i paesi chiamato globalizzazione. Un processo potenzialmente vantaggioso, qualora diretto secondo logiche flessibili, tenendo conto di possibilità e situazioni dei diversi paesi, ed invece trasformato in ondata destabilizzante dalla rigidità nell'applicazione di dogmi economici che vedono il libero mercato come elemento autoregolante, e le politiche di supporto statali come ostacoli da rimuovere per ottenere la maggiore efficienza.
L'autore riporta alcuni episodi dell'azione poco oculata dell'FMI di cui è stato testimone, per poi analizzare i punti deboli del Washington Consensus alla luce della sua applicazione pratica, secondo le sue principali linee di azione. Viene quindi sottoposta ad analisi critica l'azione dell'FMI e del Tesoro degli Stati Uniti in occasione della grave crisi verificatasi nel Sud-est asiatico nel periodo 1997- 1999, avviata da alcune operazioni speculative in ambito monetario ed aggravata da una serie di sconcertanti errori concettuali ed operativi, che ottennero effetti generalmente contrari a quanto previsto, in quanto ispirati da presupposti e paradigmi obsoleti e/o poco confacenti al contesto locale. Successivamente l'autore analizza la gestione della transizione all'economia di mercato dei paesi dell'Est europeo avvenuta dopo il crollo del blocco comunista. Anche in questo caso, per una serie di errori e scelte compiute dall'FMI, dettate dai soliti rigidi paradigmi economici e da considerazioni di opportunità politica, la Russia ed altri paesi nella sua orbita hanno dovuto fronteggiare una situazione di grave recessione, associata ad un forte aumento della diseguaglianza e della povertà. Con la conseguenza di aver favorito l'opera di concentrazione del potere economico nelle mani di pochi oligarchi, legittimando una situazione di estesa corruzione e gestione mafiosa facilitata dall'imposizione di riforme economiche condotte secondo la filosofia della "terapia d'urto", senza valutare con attenzione i pericoli legati alla mancanza di leggi e di istituzioni deputate al loro rispetto, che avrebbero potuto impedire una tale deriva. Confrontando queste esperienze con quelle di paesi che seguendo percorsi alternativi hanno ottenuto risultati migliori, l'autore suggerisce alcune ricette e correzioni che a suo vedere avrebbero potuto (e potrebbero in futuro) evitare danni gravi come quelli provocati dall'applicazione di modelli rigidi basati su dogmi teorici poco efficienti e di scarsa efficacia pratica.
Riflettendo sulla manifesta inadeguatezza di queste politiche, unite alla costanza mostrata dall'FMI nell'aver voluto proseguire su strategie fallimentari, porta Stiglitz a manifestare l'opinione che non si possa parlare di incapacità, quanto di volontà nel proseguire su una linea d'azione che, avendo ottenuto l'effetto pratico di portare benefici soprattutto alla comunità finanziaria globale, si prospetterebbe come un tradimento del mandato originario per cui queste istituzioni erano state create. Il libro si chiude con un capitolo che raccoglie alcune proposte di riforme e cambiamenti per le istituzioni economiche globali, allo scopo di modificare una situazione che ha portato il processo di globalizzazione a mancare in buona parte le potenzialità di sviluppo di cui era stato investito, scatenando così le proteste fondate di chi ne percepisce le troppe incongruenze ed iniquità, oltre che la disperazione dei troppi che ne sono stati travolti.